# Yvonne Sorrel-Dejerine
Pour les articles homonymes, voir Sorrel et Dejerine.
Yvonne Sorrel-Dejerine, née le 25 mai 1891 à Paris 6e et morte le 26 juillet 1986 à Gerzensee  (canton de Berne), est une neurologue française.

## Biographie

### Jeunesse et formation

La plage voisine de l'hôpital maritime de Berck en 1908. Travaillant comme interne dans ce sanatorium une quinzaine d'années plus tard, la docteure Sorrel-Dejerine y eut l'occasion d'observer de nombreux cas de tuberculose osseuse vertébrale de l'enfant.

Elle est la fille de Jules Dejerine et d'Augusta Dejerine-Klumpke, tous les deux neurologues déjà d'une grande réputation, recevant tous les dimanches dans leur salon parisien leurs internes de Bicêtre, puis de la Salpêtrière dans une ambiance cordiale.
Après sa scolarité secondaire effectuée à Paris au collège Sévigné, elle obtient une licence en Sciences Naturelles à la Sorbonne, puis le PCN, lui permettant d'accéder aux études de médecine. Après ses stages d'externat, dont un semestre passé dans le service de son père à la Salpêtrière, elle est reçue au concours de l'internat des hôpitaux de Paris en 1921.
La même année, le 13 avril, elle épouse Étienne Sorrel, orthopédiste et chef de Service à l'hôpital de l'Assistance publique de Berck.

### Carrière médicale
Elle occupe divers postes hospitaliers, d'abord pendant trois et demi comme interne à l'hôpital maritime de Berck, puis à Paris dans le service de chirurgie infantile de l'hôpital Trousseau. Après la retraite d'Étienne Sorrel, elle poursuit ses travaux à orientation neuropédiatrique en collaboration avec André-Thomas, avec qui elle publie des travaux sur la paralysie obstétricale du plexus brachial, le syndrome de Volkmann et la compression médullaire chez l'enfant.
Yvonne Sorrel-Dejerine est secrétaire de la Société Française de Neurologie pendant une longue période.

### Dernières années
Yvonne Sorrel-Dejerine meurt à 95 ans, le 26 juillet 1986, dans la maison familale des Dejerine en Suisse,.

### Charges et distinctions
- Membre de la Société Française de Chirurgie orthopédique et traumatologique (1925)
- Membre de Société française de neurologie (1926), présidente en 1952
- Membre de l'American Trudeau Society (1949), de lutte contre la tuberculose
- Membre honoraire de l'American Academy of Neurology (1950)
- Secrétaire générale de l'Association des femmes médecin
- Médaille de la Ville de Paris (1975)

## Travaux
- Contribution à l'étude des paraplégies pottiques. Essai sur l'évolution et le pronostic basé sur 40 observations personnelles. Paris : Masson & Cie, Libraires de l'Académie de médecine, 1925[6].
- Les pionnières de la médecine féminine. Femmes médecins. 1966 ; 11:145–9.